# Mady Manstein
Mady Manstein  (geborene: Helene Ruppert; * 10. April 1928; † 27. Januar 1991 in Budapest, Ungarn) war eine deutsche Fernsehansagerin.

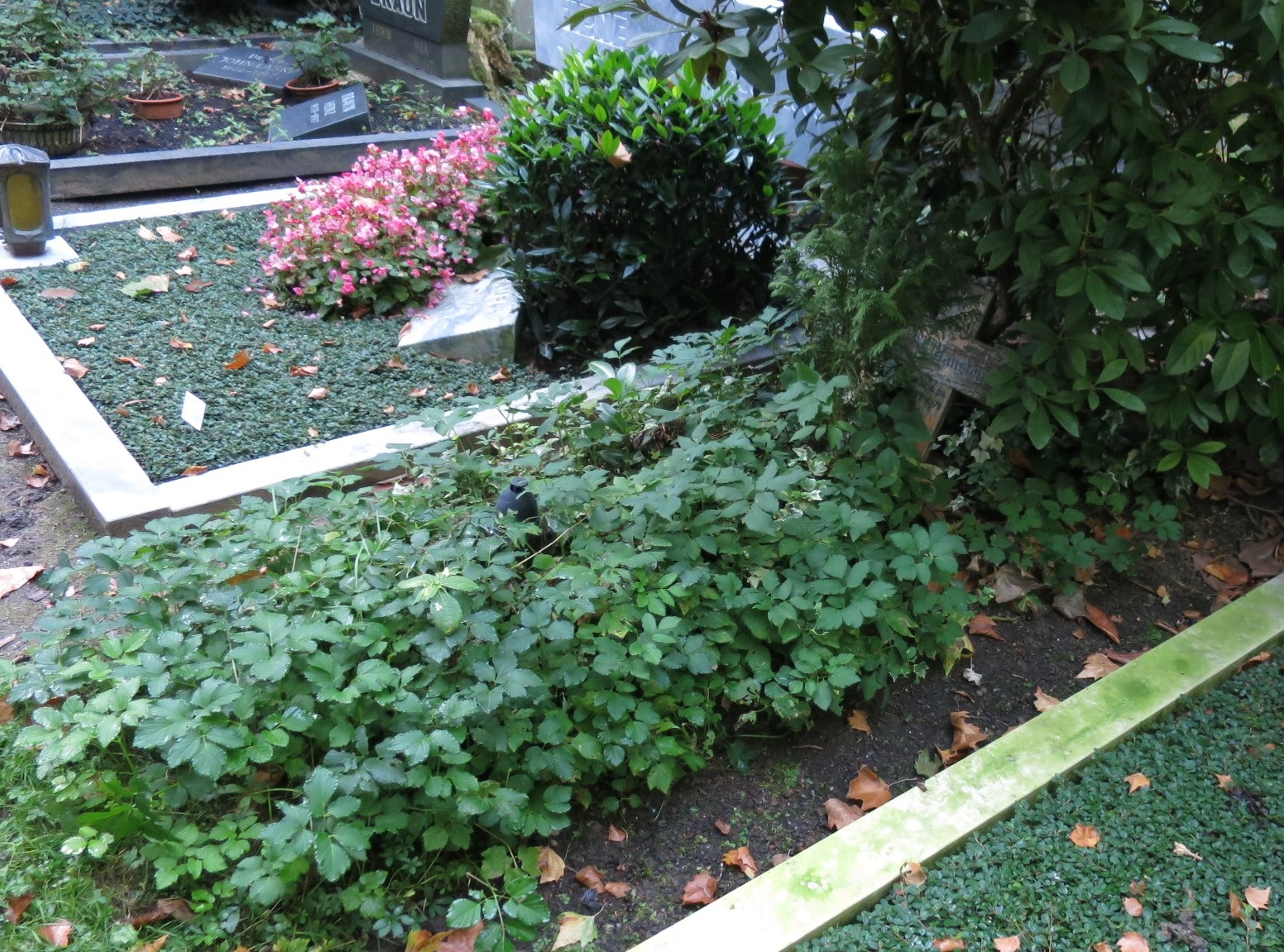
Grab auf dem Melaten-Friedhof

Ohne Kamera- oder Bühnenerfahrung wurde Mady Manstein 1954 eine der Fernsehansagerinnen des Westdeutschen Rundfunks, den sie als ein Gesicht der ersten Stunde für über ein Jahrzehnt prägte. 1961 übernahm sie einen Gastauftritt in dem Fernsehfilm Wir sind noch einmal davongekommen. 1968 verließ sie das Fernsehen, um in der österreichischen Wintersportgegend Radstädter Tauern ein Hotel, den Flachauerhof, zu übernehmen. 
Mady Manstein war in zweiter Ehe mit dem ungarischen Komponisten Paul Gyöngy verheiratet. Sie starb im Januar 1991 nach einem Asthma-Anfall in Budapest und wurde auf dem Melaten-Friedhof in Köln (Flur 44 Nr. 188) beigesetzt.